# Amblypodia gigantea
Amblypodia gigantea är en fjärilsart som beskrevs av Robert Christopher Tytler 1927. Amblypodia gigantea ingår i släktet Amblypodia och familjen juvelvingar. Inga underarter finns listade i Catalogue of Life.